# Eurovision Young Musicians 2012
Het Eurovision Young Musicians 2012 was de zestiende editie van het muziekfestival en de finale vond plaats op 11 mei 2012 in het Rathausplatz in Wenen. Tevens organiseerde Oostenrijk het festival voor de vierde maal op rij. 

## Deelnemende landen
14 landen namen deel aan het festival. Armenië, Bosnië en Herzegovina en Georgië namen voor het eerst deel, terwijl Oekraïne terugkeerde nadat het land de vorige editie afwezig was. Cyprus, Roemenië, Rusland, het Verenigd Koninkrijk en Zweden trokken zich terug uit het festival na respectievelijk 5, 5, 6, 15 en 5 opeenvolgende deelnames.

## Jury

### Finale
Markus Hinterhäuser
 Agnieszka Duczmal
 Christian Eggen
 Carol McGonnell
 Radek Baborák

### Halve finale
Agnieszka Duczmal
 Christian Eggen
 Carol McGonnell
 Franz Bartolomey

## Overzicht

### Finale
| Plaats | Land        | Muzikant                  | Instrument |
| ------ | ----------- | ------------------------- | ---------- |
| 1      | Noorwegen   | Eivind Holtsmark Ringstad | Altviool   |
| 2      | Oostenrijk  | Emmanuel Tjeknavorian     | Viool      |
| 3      | Armenië     | Narek Kazazyan            | Qanûn      |
| 4      | Polen       | Jagoda Krzemińska         | Fluit      |
| -      | Duitsland   | Dominic Chamot            | Piano      |
| -      | Tsjechië    | Michaela Špačková         | Fagot      |
| -      | Wit-Rusland | Alexandra Dzenisenia      | Cimbalom   |

### Eerste halve finale
| Land                  | Artiest               | Instrument | Resultaat      |
| --------------------- | --------------------- | ---------- | -------------- |
| Armenië               | Narek Kazazyan        | Qanûn      | gekwalificeerd |
| Bosnië en Herzegovina | Naomi Druškić         | Piano      | uit            |
| Georgië               | Lizi Ramisjvili       | Cello      | uit            |
| Griekenland           | Zacharias Fotis       | Klarinet   | uit            |
| Kroatië               | Katarina Kutnar       | Viool      | uit            |
| Oostenrijk            | Emmanuel Tjeknavorian | Klarinet   | gekwalificeerd |
| Slovenië              | Blaž Šparovec         | Klarinet   | uit            |
| Tsjechië              | Michaela Špačková     | Fagot      | gekwalificeerd |

### Tweede halve finale
| Land        | Artiest                   | Instrument | Resultaat      |
| ----------- | ------------------------- | ---------- | -------------- |
| Duitsland   | Dominic Chamot            | Piano      | gekwalificeerd |
| Nederland   | Ella van Poucke           | Cello      | uit            |
| Noorwegen   | Eivind Holtsmark Ringstad | Altviool   | gekwalificeerd |
| Oekraïne    | Bohdan Ivasyk             | Viool      | uit            |
| Polen       | Jagoda Krzemińska         | Fluit      | gekwalificeerd |
| Wit-Rusland | Alexandra Dzenisenia      | Cimbalom   | gekwalificeerd |

## Wijzigingen

Deelnemende landen
Landen die zich niet voor de finale kwalificeerden
Landen die in het verleden deelgenomen hebben, maar dit jaar afwezig zijn

### Debuterende landen
- Armenië
- Bosnië en Herzegovina
- Georgië

### Terugkerende landen
- Oekraïne

### Terugtrekkende landen
- Cyprus
- Roemenië
- Rusland
- Verenigd Koninkrijk
- Zweden

1982 · 1984 · 1986 · 1988 · 1990 · 1992 · 1994 · 1996 · 1998 · 2000 · 2002 · 2004 · 2006 · 2008 · 2010 · 2012 · 2014 · 2016 · 2018 · 2022 · 2024
Zie ook: Eurovisiedansfestival · Eurovisiesongfestival · Junior Eurovisiesongfestival · Eurovision Young Dancers · Eurovision Choir